# Kurt-Kurt
Kurt-Kurt – Projekte für den öffentlichen Raum ist ein von Simone Zaugg und Pfelder initiiertes und organisiertes Kunstprojekt, welches die Räume des Geburtshauses von Kurt Tucholsky in der Lübecker Straße in Berlin-Moabit nutzt, um den urbanen Kontext des Kiezes zu thematisieren.
In dem Haus finden seit 2006 häufig auch in Kooperation mit weiteren Akteuren des Stadtraumes oder externen Experten Ausstellungen, Vorträge und andere Veranstaltungen statt. Regelmäßig öffnete das Kurt-Kurt auch seine Räume im Rahmen der jährlich stattfindenden Moabiter Kulturtage ‚Inselglück‘ bzw. ‚Ortstermin‘, organisiert vom Kunstverein Tiergarten.
Bei Kurt-Kurt ausgestellt haben mit jeweils ortsbezogenen Arbeiten unter anderem Jan Philipp Scheibe (2007), Christian Hasucha (+ 28,33 m3, 2008), Michael Sailstorfer (2008), Heather Allen, Dellbrügge & de Moll (2009), Katharina Grosse (mein schreibtisch, das schneefeld, 2013), Albert Coers (696 – Bevor des Tages Licht vergeht, 2014).
Im zweiten „Short & Intense“ Programm im November 2011 präsentierten sich beispielsweise vier internationale Künstler in den Räumen des Kurt-Kurt. Mit dieser und ähnlichen Veranstaltungen ist das Kurt-Kurt fester und wichtiger Bestandteil des aufstrebenden Kulturbetriebs in Moabit. Die bisherigen Projekte zur Kunst im öffentlichen Raum sind inzwischen auch in Buchform dokumentiert.